# Bakud Creek
Bakud Creek és un riu de l'Índia, una branca del riu Mahanadi, al districte de Cuttack d'Orissa. És el més meriudional dels dos canals que portaven de terra endins fins a False Point.
En aquest riu el govern britànic va establir un dipòsit d'arròs per abastir Orissa durant la gran fam de 1866.